# Конвој слободе 2022.
Конвој слободе 2022. (енгл. Freedom Convoy 2022, фр. Convoi de la Liberté) је протест који је у току и он је против обавезне вакцине против ковида 19 и пасоша које је Влада Канаде увела 15. јануара 2022. Састоје се од неколико рута које пролазе кроз све канадске провинције, а очекује се да ће конвоји камиона стићи до Отаве 29. јануара 2022, са планираним митингом на брду Парламента. Прикупљање средстава организовала је Тамара Лич, секретарка Маверик партије, сепаратистичке странке Западне Канаде.
Пре 15. јануара 2022, возачи камиона и други радници који су потребни на такозваној „првој линији”, били су изузети од двонедељног карантина за невакцинисане путнике који прелазе канадске границе. Неки камионџије и политичари су критиковали укидање изузећа због потенцијала да погорша поремећаје у ланцу снабдевања које су већ искусили у Канади. Сједињене Државе такође имају обавезу вакцинације за појединце који нису из САД која је почела 22. јануара 2022. Канадски савез за камионе процењује да је 85% од 120.000 канадских возача камиона већ вакцинисано против ковида 19, и да би нове обавезе утицали на 26.000 од 160.000 возача у обе земље који редовно прелазе границу.
Протестни конвој су осудиле групе у сектору транспорта, док је камионџије који стоје иза протеста канадски премијер Џастин Трудо осудио као „мањину“ са „неприхватљивим ставовима“. Покрет подржава неколико конзервативних политичара, док је вођа конзервативаца Ерин О’Тул охрабривао камионџије да се уместо тога вакцинишу. Канадска привредна комора подржава вакцинацију, али је позвала на продужење рока за обавезну вакцинацију, док је Канадска производна коалиција изразила подршку да се обавеза одмах укине.
Демонстранти су заузели центар Отаве и изјавили да неће отићи док се не укину сва ограничења и обавезе повезани са ковидом 19. Званичници су изразили забринутост због економских последица блокада граница. Премијер Онтарија Даг Форд прогласио је 11. фебруара ванредно стање, уводећи нове законске санкције за ометање трговинских путева, аутопутева, аеродрома, лука, мостова и железница. Премијер Џастин Трудо и председник САД Џо Бајден разговарали су 11. фебруара о окончању блокада на граници. Трудо се 14. фебруара позвао на Закон о ванредним ситуацијама по први пут од његовог доношења 1988. године. Између 17. и 20. фебруара, уз велико присуство полиције која је извела заједничку операцију чишћења у Отави, када је ухапсило организаторе и многе демонстранте, уклонило је паркирана возила и демонтирало уличне блокаде. До 21. фебруара већина демонстраната је склоњена са улица Отаве.
„Конвој” су осудили неки аутопревозници и неке радне групе. Канадска камионска алијанса (КТА) је навела да већина демонстраната није имала везе са транспортом. У блокади у Коутсу, Алберта, заплењено је већи број оружја а четворица мушкараца су оптужена за заверу за покушај убиства полицајца АрЦиЕмПија. Званичници су изразили забринутост због умешаности неких демонстраната са екстремистичким групама крајње деснице, укључујући оне које промовишу насиље, и да су неки демонстранти позивали на збацивање савезне владе Канаде. Неки извори су протесте назвали окупацијом или опсадом.
Организатори Крис Барбер и Тамара Лич ухапшени су 17. фебруара. Личов банковни рачун је претходно био замрзнут. Организатор Пат Кинг је касније ухапшен 18. фебруара, а жена из Алберте у конвоју, Кери Комикс, понудила је 50.000 долара за кауцију. Адвокат Круне је на то реаговао са неодобравањем и рекао да је то исто као да је „један лопов добио задатак да надгледа другог провалника.“  Комикс је наведена као кокреатор платформе за донације криптовалута. Кингу је одбијена кауција 25. фебруара, након што је председавајући судија пресудио да Комикс није одговарајући јемац, и изразио забринутост да Кинг има висок ризик од поновног кривичног дела. Вођи конвоја из Хај Прерије, Алберта, је 28. фебруара, по имену Тајсон „Фридом Џорџ” Билингс, одбијена је кауција.
Различита оближња рурална подручја постала су нови центри окупљања за демонстранте. Више од педесет камиона премештено је на стајалиште за камионе у Шамплејну, Онтарио, близу брда Ванклик, у близини Отаве. У интервјуима, протестанти помињу планове за наставак протеста, али без икаквих детаља. Локације су такође отворене у Трент Лејксу и близу Кинбурна, у округу Карлтон. Локација код Кинбурна је остала активна и 20. фебруара (Демонстранти су првобитно намеравали да користе аеродром Арнпрајор.) Као базни камп за конвој протестанти су од 17. фебруара 2022. године, почели да користе фарму у Расел Тауншипу, изван Ембруна. Покрајинскa полицијa Онтарија је надгледала, између осталих, и ову локацију.
„Неколико дана“ пре 21. фебруара, конвој из Форт Мекмареја, Алберта, скренут је ка граници Манитобе. Ситуација још није била под контролом власти па је премијер Трудо је коментарисао и изразио забринутост да групе показују „жељу или отвореност“ за повратком. На посебном састанку Одбора полицијских служби Отаве 24. фебруара, вршилац дужности шефа Бел сматра да би Закон о саобраћају на аутопуту и други закони били довољни да се спречи могући повратак конвоја протестаната, упркос укидању Закона о ванредним ситуацијама.
Петог марта је формиран људски ланац дуж улице Велингтон у Отави, као „протест слободе“. Неки су се касније преселили у близину притворског центар Отава-Карлетон, захтевајући да Лич и Кинг буду пуштени на слободу.

## Позадина и циљеви
Протест позива на крај обавезне вакцине у Канади током текуће пандемије ковида 19. Портпарол Конвоја слободе Бен Дичтер изјавио је на Фокс Њузу да „желимо да се ослободимо вакциналних обавеза и пасоша за вакцину. И тај пасош, то је оно што нас заиста брине”.
Канадска здравствена агенцијаје 19. новембра 2021. објавила предстојећа прилагођавања канадских граничних мера. У најављена прилагођавања укључен је и захтев да пружаоци основних услуга, укључујући возаче камиона, буду потпуно вакцинисани након 15. јануара 2022. На питање у Доњем дому да прибаве податке који повезују камионџије са инфекцијама ковида 19 у Канади, ни министар није здравља Жан-Ив Дуклос нити главни службеник за јавно здравство Тереса Там су то могли учинити. Такође, најављена прилагођавања појашњавају да ће невакцинисаним или делимично вакцинисаним возачима камиона страних држављана бити забрањен улазак у Канаду након тог датума. Министарство унутрашње безбедности Сједињених Држава (ДХС) је раније објавило 29. октобра 2021. да ће доказ о вакцинацији бити потребан за улазак у Сједињене Државе почевши од јануара 2022. године. Дана 22. јануара 2022, као и Канада, ДХС је увео потребу доказа о вакцинацији за све особе које нису из САД које улазе у земљу копном и трајектом.
Једна од група повезаних са протестом, „Канада Јунити”, објавила је меморандум 25. јануара 2022. позивајући све нивое власти да обуставе све обавезне вакцинације, поново запошљавају све запослене отпуштене због статуса вакцинације и укидају све казне изречене због непоштовања јавних прописа, здравствених налога. Џејсон Лафејс, организатор конвоја из Канаде Јунитија из Онтарија, изјавио је да је намера протеста да се распусти влада. Планирају да предоче меморандум генералном гувернеру Мери Сајмон и Сенату.

## Временски оквир протеста

### Кретање конвоја
Први конвој је напустио Pринца Руперта (Британска Колумбија) 22. јануара, стигавши увече у Принс Џорџ. Следећег дана из Делте је кренуо још један конвој са присталицама које су се окупљале дуж ауто-пута 1, Транс-канадског ауто-пута.
Дана 24. јануара, конвој је прошао кроз Реџајну, Саскачеван, где су га присталице дочекале. Према подацима полиције у Реџајни, у град је стигло око 1.200 возила. Дана 25. јануара, други конвој је прошао кроз Кенору, Онтарио, где је покрајинска полиција Онтарија (ОПП) у контакту са конвојем изјавила да ће 200 до 300 возила проћи кроз Кенору. Конвоји се састоје од три главне руте широм Канаде, које ће се састати за протест у Отави за викенд. Полицијска служба Отаве процењује да је током викенда у граду било до 2.000 демонстраната.
Од 26. јануара, ОПП процењује да је око 400 возила ушло у Онтарио са границе са Манитобом као источни део конвоја. Кингстонска полиција процењује да ће око 300 возила (17 комплетних тегљача, 104 тегљача без приколица, 424 путничка возила и шест РВ−„Возила за рекреацију”) проћи кроз Кингстон.
Дана 27. јануара, зимско време затворило је део ауто-пута 17 (главна траса Транс-Канаде) у северном Онтарију, што је довело до поделе конвоја на исток. Неки од камионџија су наставили пут према граничном граду Су Сент Мари, док су други скренули на ауто-пут 11 (северни крак транс Канаде) и одвезли се према Кокрану.
Камионџије из поморских провинција источне Канаде планирале су да се састану у Монктону пре поласка за Отаву. Ујутро 27. јануара, присталице су се окупиле у Енфилду у Новој Шкотској где је приређен ватромет док је 10 до 15 камиона кренуло ка граници Њу Брунсвика. РЦМП у ПЕА је известио да је отприлике 70 камиона и возила присталица прешло мост Конфедерације у Њу Брансвику, али да се већина њих одмах окренула и вратила на острво. Око 24 камиона је, како се извештава, после подне прошло кроз Фредериктон и кренуло за Отави. 27. јануара једна група конвоја прошла је кроз подручје града Торонта, на стотине демонстраната окупило се на надвожњацима ауто-пута у знак подршке конвоју.
Дана 27. јануара, Патрик Макдонел, наредник из Доњег дома, послао је писмо у којем упозорава на могуће покушаје доксирања како би се откриле адресе чланова парламента у региону главног града. У писму се даље упозоравају посланици да се не мешају ни у какве демонстрације, да „иду негде на безбедно“ и да држе сва врата закључана. ОПП је твитовао: „ОПП саветује возачима да избегавају путовања ауто-путем 417 (Транс Канада ауто-путеви у источном Онтарију) и ауто-путем 416 у области Отаве, почевши од петка поподне и у суботу.“
Дана 28. јануара, конвој је виђен како пролази кроз Квебек. Очекује се да ће око 600 возила у конвоју преноћити у Арнпрајору пре него што се следећег јутра запуте према Парламент Хилу.
Чланови протеста користе Зело чат за комуникацију.

### Реакција канадских покрајина
Покрајина Нова Шкотска је 28. јануара забранила окупљања дуж ауто-путева, посебно на Транс-Канадском ауто-путу 104, између границе Нове Шкотске и Њу Брунсвика, у вези са протестима везаним за Конвој слободе.

### Полицијска реакција
28. јануара, када су први камиони почели да пристижу у град, Полицијска служба Отаве је открила да је позвала појачање из РЦМП-а и Канадске безбедносно-обавештајне службе (ЦСИС) и да ради на идентификацији могућих претњи. Шеф полиције Питер Слоли саветовао је људе да избегавају центар Отаве током протеста за викенд, додајући да „смо спремни да истражимо, ухапсимо ако је потребно, оптужимо и кривично гонимо свакога ко се понаша насилно или крши закон у демонстрацијама, или у вези са демонстрацијама”.

### Дан протеста
Првог дана протеста, 29. јануара, на Парламент Хилу, премијер Џастин Трудо је премештен на непознату локацију због безбедносних разлога.
Понашање неких протестаната током дана добиле су широку осуду. Неки демонстранти су виђени како пију и плешу на гробу Незнаног војника код Националног ратног споменика. Начелник штаба одбране генерал Вејн Ејр описао је то као скрнављење, а Краљевска канадска легија је осудила те акције. Статуа легендарног прикупљача средстава за рак Терија Фокса украшена је наопаком канадском заставом и знаком протеста. Фондација Тери Фокс је коментарисала да је Фокс „веровао у науку и дао свој живот да би помогао другима.“  Виделе су се слике канадске заставе означене кукастим крстом, као и најмање једна застава Конфедерације. Неки демонстранти су узнемиравали волонтере у локалној народној кухињи тражећи бесплатну храну намењену бескућницима Отаве.

## Прикупљање средстава
До 28. јануара прикупљено је више од 7,5 милиона канадских долара , од циљаних 7 милиона38, углавном кроз „мале донације од 50 или 100$”. Неки донатори су били анонимни, а неки изван Канаде.
Прикупљање средстава почело је 14. јануара 2022. преко платформе за прикупљање средстава за краудсорсинг ГоФандМи. „Конвој за враћање наше слободе 2022 ГоФандМи” је брзо прикупио преко 5 милиона канадских долара до 25. јануара 2022. ГоФандМи је 24. јануара 2022. одговорио на питања канадске телевизијске куће ЦТВ Њуза-а наводећи да прикупљена средства неће бити дистрибуирана док организатори прикупљања средстава не покажу како ће средства бити правилно распоређени. ГоФандМи је 27. јануара ослободио почетних првих милион долара средстава након што су организатори дали план дистрибуције.

## Дезинформације
У објави на Фејсбуку од 26. јануара, неки организатори процењују да ће у конвојима учествовати чак 50.000 камиона. На свом блогу, коментатор Фокс Њуза Шон Ханити је известио да је конвој састављен од 10.000 тешких камиона, а главни уредник Торонто Сана, Џо Вормингтон, је известио да би догађај могао да постави Гинисов светски рекорд за највећи конвој камиона. Снупс је те тврдње описао као „велико претеривање“, сугеришући да је укупан број „вероватно стотине“, и истичући да конвој укључује много аутомобила и мањих возила. Агенција Франс прес је такође проверила чињенице да су тврдње лажне: тренутни рекорд је 480 камиона, постављен у Каиру у Египту у новембру 2020. године, а Конвој слободе није поднео захтев за покушај постављања новог рекорда.
Дана 29. јануара 2022. Канадска камионска алијанса је прокоментарисала да многи присталице протеста у Отави немају директну везу са индустријом транспорта.

## Екстремизам
Уочи планираног доласка у Отаву, анонимно је 25. јануара објављено да се наводне групе екстремне деснице и бели расисти, које нису повезане са Конвојем слободе, надају насиљу на Парламент Хилу сличном ка што је било у случају напада на Капитол у САД 2021. године Овај извештај је у потпуности заснован на пет коментара на интернету које су објавили корисници који наизглед нису повезани са самим конвојем. Ово је навело организаторку Тамару Лич да се обрати члановима конвоја и осуди политичко насиље, рекавши да би демонстранти уместо тога требало да „одрже миран протест“. Организатори и вође конвоја осудили су екстремистичке групе и затражили од учесника да пријаве прекршиоцима закона полицији. Такође су навели да ће сви екстремисти бити „уклоњени“ из конвоја.
Еван Балгорд, истраживач и извршни директор Канадске мреже против мржње, рекао је да „постоји широк спектар притужби које доводе људе до ове ствари — али то је заиста крајње десна ствар“, додајући да „овај конвој је еволуција онога што крајња десница ради од 2016. године“. Један од водећих организатора конвоја, Џејмс Бодер, раније је изјавио да подржава КјуЕнон, подржао је теорије завере око пандемије ковида 19 и председничких избора у САД 2020. и позвао на хапшење премијера Џастина Трудоа због наводне „издаје“. Премијер Џастин Трудо је 28. јануара изразио забринутост да ће мала група демонстраната представљати претњу током викенда.

### Везе ка крајње десничарским и сепаратистичким групама
- Фејсбук страница за конвој је делила садржај и као организатор наведен је суоснивач и организатор Маверик партије Цанада Патрик Кинг, који је раније био учесник и организатор контрапротеста антирасистичким скуповима, ширио дезинформације о ковиду 19 и ширио [[Велика замена|теорију Велике Замене.[90][91][92]
- Маверик партија – Тамара Лич, прикупљач средстава протеста, секретар је за Маверик партију, западну сепаратистичку групу раније познату као Векзит Канада.[93] Лич је претходно била регионални координатор за Векзит у југоисточној Алберти и члан одбора за Векзит Алберта.[94] Странка Маверик је негирала учешће у прикупљању средстава за конвој, издавши саопштење 24. јануара у којем се наводи да странка није укључена у протест.[95]
- Акција 4 Канада – повезана са групом Канада Јунити унутар Конвоја слободе – Исламофобична и анти-ЛГБТ група завере са веб страницама о опасностима политичког ислама, здравственим последицама 5Г технологије и недовољном извештавању о нежељеним реакцијама вакцине.[90] Основала га је Тања Гав која је активно подржавала протесте Жутих прслука 2019. године.[96]
- Нема више закључавања – Џејсон Лафејс, канадски организатор Јунитија у Онтарију за „Конвој слободе”. Он је такође главни организатор за „Нема више закључавања”, организацију која има мандат против закључавања и против вакцина првенствено повезана са МПП-ом Онтарија Рендијем Хилиером који одржава скупове против закључавања широм Онтарија.[97]
- Народна партија Канаде - Бенџамин Дичтер који је наведен као организатор на страници Конвој слободе ГоФондМи и који је организатор Конвоја слободе био је говорник на инаугурационој Националној конвенцији ППЦ 2019. на којој је тврдио да се политички ислам инфилтрирао у Конзервативну странку и да она „утиче на наше друштво да труне као сифилис“.[98] Џејсон Лафејс, организатор Канаде Јединства из Онтарија (који такође носи име Џејсон ЛаФачи) је председник асоцијације изборног округа у Судберију Народне партије Канаде са претходним искуством у активностима против Животи црнаца су важни.[99]

### Канадски политичари

#### Либерали
Џастин Трудо, премијер Канаде и члан Либералне партије Канаде, одбацио је забринутост због поремећаја ланца снабдевања као неосновану. Разлог томе, како је изнео је што је већина канадских камионџија вакцинисана. Трудо се повукао у изолацију два дана пре пристизања конвоја у Отаву. Према вестима тестиран је негативно али је био у контакту са једним од своје деце које је било позитивно на Корону 19, па према правилима у Канади мора ићи на пет дана у самоизолацију. Омар Алгхабра, министар саобраћаја, изјавио је да су камионџије имали довољно времена да се вакцинишу и такође је изразио забринутост због „малог броја крајње десничарске, гласне опозиције која загађује“ дебату око мандата вакцина. Други канадски политичари – укључујући Јагмета Сингха, лидера Нове демократске партије и градског већника Отаве, Кетрин Мекени, описали су протесте као екстремистичке. Градоначелник Порт Коквитлама Бред Вест осудио је оштећење Фоксове статуе током протеста. и генерал Вејн Ејр, начелник канадског штаба одбране, рекао је да му је „мука када види демонстранте како плешу на гробу непознатог војника и скрнаве Национални ратни споменик“, након што се видео запис снимак таквих догађаја појавио на мрежи 29. јануара.

#### Конзервативци
- Ерин О’Тул, лидер званичне опозиције као лидер Конзервативне партије, одбио је да подржи протест, рекавши уместо тога да је најбољи начин за одржавање ланаца снабдевања вакцинисање камионџија.[5] О’Тул је касније рекао да ће се састати са демонстрантима, али да неће учествовати нити присуствовати њиховим демонстрацијама у Отави.[108] О’Тул, ветеран канадских оружаних снага, касније је осудио демонстранте због „оскрнављења“ ратних споменика на брду Парламента.[109]
- Кендис Берген, заменица лидера опозиције, објавила је писано саопштење у којем подржава мирне демонстрације камионџија против мандата.[110]
- Народна партија Канаде организовала је 23. јануара митинг у Вотерлу у знак подршке „Конвоју слободе”. Лидер Максим Берније и независни посланик из Онтарија Ренди Хилиер говорили су на догађају.[111] Берније је такође присуствовао догађају 29. јануара у Парламент Хилу, критикујући Ерина О’Тула што није присуствовао.[112]
- Андрју Шер, бивши лидер Конзервативне партије Канаде и посланик Регина—Ку'Апеле у Саскачевану, изјавио је да подржава протест када је прошао кроз Регину.[113] Шер је описао Трудоа као „највећу претњу слободи у Канади“
- Скот Мо, премијер Саскачевана, издао је писмо 29. јануара у знак подршке протесту. Иако је више пута охрабривао вакцинацију, Мое је изјавио да не подржава мандат прекограничне вакцине јер вакцинација не спречава да буде заражен или преношење ковида 19, и обећао да ће укинути доказ о захтевима за вакцинацију у Саскачевану „у не тако далекој будућности“ из тог разлога.[114][115]
- Гарнет Џинуис, конзервативни посланик из Алберте, изјавио је да подржава акцију, позивајући да се одмах оконча „бесмислена освета вакцинама“.[116]
- Мартин Шилдс, конзервативни посланик из Алберте, изразио је жељу да се састане са демонстрантима по њиховом доласку у Отаву.[116]
- Конзервативни посланици из Саскачевана Ворен Стајнли и Џереми Пацер поздравили су конвој у Риџајни,[110][117] Пацер се појавио у видео снимку Пат Кинга, антисемита и бившег активиста Вексита који је у децембру изјавио: „Једини начин на који, ковид 19 мера предострожности, ће се решити је мецима."[117] Кинг је наведен као контакт за део групе у северној Алберти.[117][118]
- Мајкл Купер, конзервативни посланик за Сент Алберт—Едмонтон, интервјуисан је на телевизији. Особа иза Купера имала је окренуту канадску заставу са кукастим крстом, Купер каже да тога није био свестан.[119] Дамиен Курек, конзервативни посланик за Батле Ривер—Крофут, је такође био присутан.[119][120]

### Инострани политичари
Више конзервативних америчких политичара подржали су „Конвој слободе”, укључујући бившег шефа особља Беле куће Марка Медоуса, актуелног председника САД Доналда Трампа, и Доналда Трампа млађег.

### Остали
Бери Прентис, професор транспортне економије на Универзитету у Манитоби, изјавио је да би камионџије требало третирати другачије него летачке посаде или запослене у путничким возовима, и да би позитивне аспекте мандата вакцине требало проценити у односу на поремећаје које би они изазвали у теретној индустрији. Енглески комичар Расел Бренд објавио је снимак у којем осуђује медије због игнорисања извештавања о протесту. Бренд је у видео снимку такође рекао да су „камионџије, који су раније сматрани херојима када су испоручивали виталну робу и радили током изолације, сада зликовци док протестују против мандата вакцине“. Криста Хејнс, ћерка премијера Онтарија Дага Форда и активна у кампањи против блокаде и вакцинације, присуствовала је скупу подршке камионџијама док су ишли према Отави. Протесте су такође подржале разне друге јавне личности, укључујући политичке коментаторе, пословне директоре, професоре, комичаре, личности из спорта, глумце, и други.

## Белешке
1. ↑  'Закон о „ванредним ситуацијама” укинуо је Закон о ратним мерама, који је донет 1914. Реформисани закон је осмишљен да обезбеди више грађанских права заштите и мању вероватноћу за злоупотребу моћи него „Закон о ратним мерама”.[12][13]